# Distretto di Köpenick
Il distretto di Köpenick (in tedesco Bezirk Köpenick) era un distretto della città tedesca di Berlino.

## Storia
Il distretto di Köpenick (allora Cöpenick) fu creato nel 1920 in seguito alla legge istitutiva della “Grande Berlino”, con la quale venivano annessi alla capitale tedesca una serie di città, comuni rurali e territori agricoli dell’immediato circondario.

Il distretto, indicato con il numero 16, comprese le aree fino ad allora costituenti la città di Cöpenick, i comuni rurali di Bohnsdorf, Friedrichshagen, Grünau, Müggelheim, Rahnsdorf e Schmöckwitz, e i territori agricoli di Cöpenick-Forst e di Grünau-Dahmer-Forst.
Nel 1945 il distretto fu assegnato al settore di occupazione sovietico e quindi a Berlino Est.
Nel 2001, nell’ambito della riforma amministrativa dei distretti berlinesi, il distretto di Köpenick venne fuso con il distretto di Treptow, creando il nuovo distretto di Treptow-Köpenick.
L’area dell’ex distretto di Köpenick corrisponde oggi ai quartieri di Friedrichshagen, Grünau, Köpenick, Müggelheim, Oberschöneweide, Rahnsdorf e Schmöckwitz.

## Lista dei sindaci (Bezirksbürgermeister) del distretto di Köpenick
- Ludwig Behnke (SPD) (1920-1921)
- Martin Franz (1921-1923)
- Robert Kohl (SPD) (1923-1929)
- Martin Franz (1929-1933)
- Karl Mathow (NSDAP) (1933-1945)
- Gustav Kleine (KPD/SED) (1945)
- Fritz Bessen (SPD) (1946-1948)
- Gustav Kleine (SED) (1948-1951)
- Fritz Schiller (SED) (1951-1961)
- Herbert Fechner (SED) (1961-1967)
- Horst Stranz (SED) (1967-1989)
- Wilfried Engel (SED) (1989-1990)
- Monika Höppner (SPD) (1990-1992)
- Klaus Ulbricht (SPD) (1992-2000)[senza fonte]